# Sjundeå kommunbibliotek
Sjundeå kommunbibliotek (finska Siuntion kunnankirjasto) är ett folkbibliotek som ligger i Sjundeå kommuns centrum vid Sjundeå station i Finland.
Biblioteket betjänar kunder speciellt från biblioteksbyggnaden och på webben. Från och med den 14 september 2018 är Sjundeå kommunbibliotek en del av Helle-biblioteken som finns i många nyländska kommuner som i Ingå, Raseborg och Borgå. Materialet från alla dessa bibliotek är tillgängligt för Helle-bibliotekens kunder med samma bibliotekskort.
Kommunbiblioteket kommer att flytta till det nya bildnings- och välfärdscampuset vid Sjundeå station när det blir färdigt.